# Taylor (Nebraska)
Taylor és una població dels Estats Units a l'estat de Nebraska. Segons el cens del 2000 tenia 207 habitants.

## Demografia
Segons el cens del 2000, Taylor tenia 207 habitants, 97 habitatges, i 58 famílies. La densitat de població era de 307,4 habitants per km².
Dels 97 habitatges en un 24,7% hi vivien nens de menys de 18 anys, en un 50,5% hi vivien parelles casades, en un 6,2% dones solteres, i en un 40,2% no eren unitats familiars. En el 38,1% dels habitatges hi vivien persones soles el 22,7% de les quals corresponia a persones de 65 anys o més que vivien soles. El nombre mitjà de persones vivint en cada habitatge era de 2,13 i el nombre mitjà de persones que vivien en cada família era de 2,78.
Per edats la població es repartia de la següent manera: un 22,7% tenia menys de 18 anys, un 3,4% entre 18 i 24, un 21,7% entre 25 i 44, un 27,1% de 45 a 60 i un 25,1% 65 anys o més.
L'edat mediana era de 46 anys. Per cada 100 dones de 18 o més anys hi havia 95,1 homes.
La renda mediana per habitatge era de 21.875 $ i la renda mediana per família de 25.469 $. Els homes tenien una renda mediana de 19.688 $ mentre que les dones 14.792 $. La renda per capita de la població era de 10.880 $. Aproximadament el 9,1% de les famílies i el 9,9% de la població estaven per davall del llindar de pobresa.

## Poblacions més properes
El següent diagrama mostra les poblacions més properes.